# Холдингфорд (город, Миннесота)
Холдингфорд (англ. Holdingford) — город в округе Стернс, штат Миннесота, США. На площади 1,6 км² (1,6 км² — суша, водоёмов нет), согласно переписи 2002 года, проживают 736 человек. Плотность населения составляет 456,4 чел./км².
- Телефонный код города — 320
- Почтовый индекс — 56340
- FIPS-код города — 27-29582[1]
- GNIS-идентификатор — 0645075[2]